# Добрино (Воронежская область)
Добрино — село в Лискинском районе Воронежской области.
Входит в состав Тресоруковского сельского поселения.

## География

### Улицы
- ул. Калинина
- ул. Придорожная
- ул. С. Разина
- ул. Титова
- ул. Чкалова
- пер. Титова